# Serge Doubrovsky

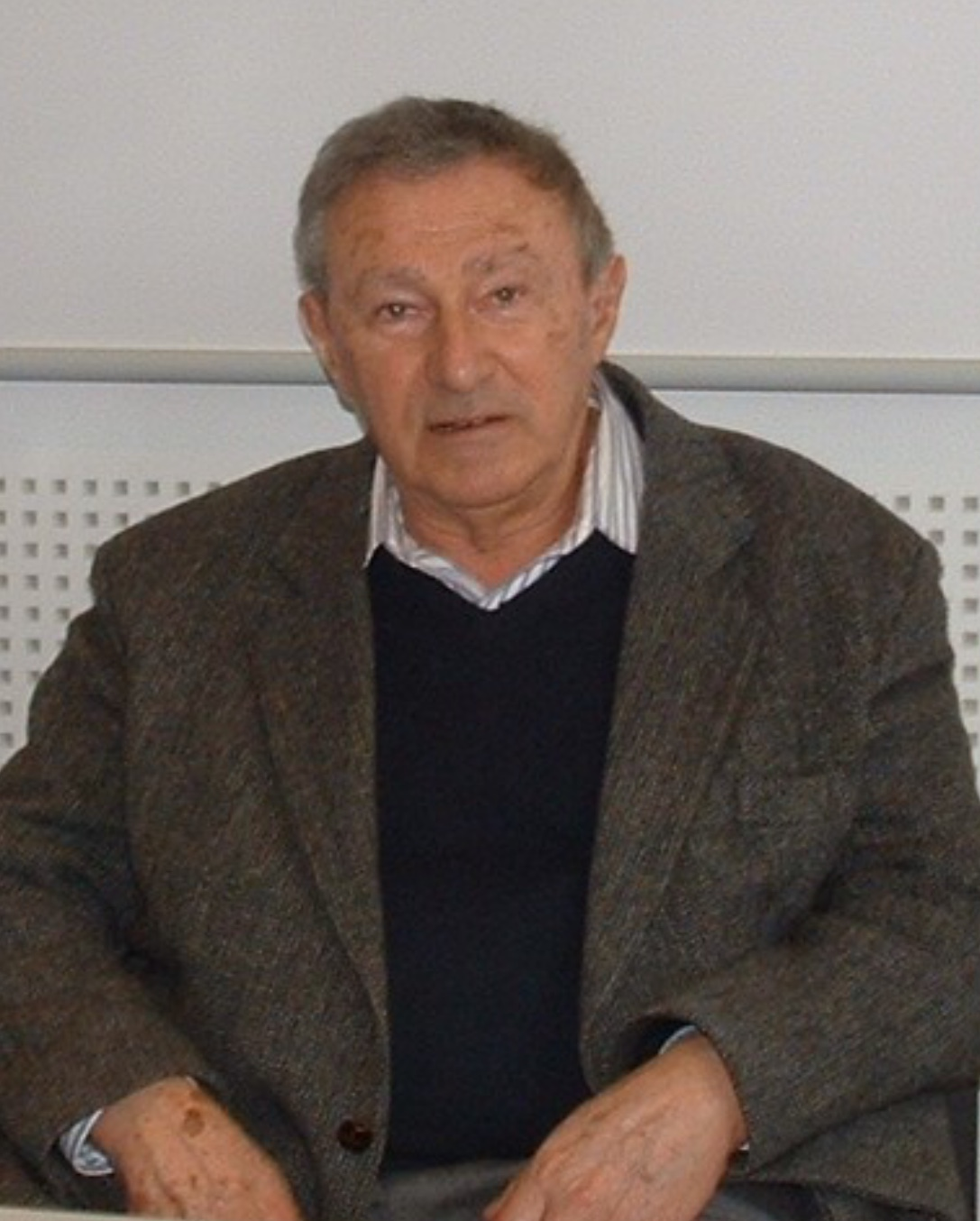
Serge Doubrovsky

Julien Serge Doubrovsky (* 22. Mai 1928 in Paris; † 23. März 2017 in Boulogne-Billancourt) war ein französischer Schriftsteller und Literaturkritiker. 

## Leben und Werk
Doubrovsky lehrte Literatur an der Universität von New York. Sein Werk setzt sich zusammen aus Essays und autobiografischen Schriften, er prägte den Begriff der Autofiktion. 1989 erhielt er den Prix Médicis für den Roman Le Livre brisé, in dem er seine eigenen Eheprobleme thematisiert und seine Frau Ilse als depressiv und alkoholkrank beschrieben hatte. Als seine Frau sich das Leben nahm, rief die Publikation des Buchs einen „jener Miniskandale hervor, nach denen die literarische Welt süchtig ist“.
Doubrovsky hat ebenfalls die Nouvelle Autobiographie geschaffen, die zusammen mit dem Nouveau Roman (siehe Alain Robbe-Grillet) ein neues Genre der Prosa darstellte.

## Werke
- Le jour S. Novellen, 1963
- Corneille et la Dialectique du héros. Essays, 1963
- Pourquoi la nouvelle critique: critique et objectivité. Essays, 1966
- La Dispersion. Roman, 1969
- La place de la madeleine : écriture et fantasme chez Proust, Essays, 1974
- Fils. Roman, 1977
- Parcours critique. Essays, 1980
- Un amour de soi. Roman, 1982
- La vie l'instant. Roman, 1985
- Autobiographiques. 1988
- Le livre brisé. Roman, 1989
- L'après-vivre. Roman, 1994.
- Laissé pour conte. Roman, 1999
- Parcours critique 2. Essays, 2006.
- Un homme de passage. Roman, 2011.